# Ge Hong
Ge Hong (Jurong, China do Sul, hoje Singapura, c. 283 ou 249 - Monte Luofu, c. 330, 343 ou 364), foi um oficial do sul durante a Dinastia Jin (263-420) da China, um famoso taoista e um célebre alquimista chinês, se interessando pelas técnicas da imortalidade, tendo adotado as práticas de manutenção corporal do yang sheng (養生, saúde) notável na escrita religiosa e esotérica.
Embora tenha escrito mais de de cem livros sobre alquimia, possuía muitos estilos literários; a maior parte de suas obras, tais como rapsódias (fu), versos (shi), comentários históricos e biografias, estão atualmente perdidos. Seus trabalhos sobreviventes consistem em: uma hagiografia, intitulada Shenxian Zhuan ("Transcendentes Divinos"); e dois volumes referentes à sociedade de sua época, e alquimia que totalizam setenta capítulos, intitulados coletivamente Baopuzi (抱朴子) ou "O Mestre que Abraça a Simplicidade" ou ainda "O Mestre que Preserva sua simplicidade Primitiva". 
No volume do Neipian (內篇, Tempo Parcial) também conhecido por Os Capítulos Internos do Baopuzi, Ge defende vigorosamente a obtenção da imortalidade de acordo com os preceitos da alquimia; o volume do Waipian (外篇, Jornais Estrangeiros) também conhecido por Os Capítulos Exteriores, é quase inteiramente dedicado à sociologia de sua época.
A maioria do trabalho que sobreviveu de Ge demonstra a influência de pensadores notáveis da Dinastia Han (206 d.C.- 220) , como Sima Qian (145-90 d.C.), e Wang Chong (27-97 d.C.), assim como poetas e literários da Dinastia Han, tal como Xi Kang (223-262 d.C.) e Zuo Si (253-309 d.C.). Os eruditos modernos reconheceram sua influência em escritores posteriores, tais como o poeta Li Bai da Dinastia Tang (618-906 d.C.). Não obstante, o trabalho de Ge nunca esteve entre coleções famosas de poesia, tais como o Wenxuan (seleções de obras da literatura refinada), tal como a obra de Xi Kang, o Yang Sheng ("Nutrição da Vida"), do qual Ge imitou livremente o estilo. Refletindo a paisagem intelectual complexa da Dinastia Jin, as obras de Ge são uma leitura essencial para uma compreensão da religião chinesa medieval e de sua sociedade.

## Biografia

### Ancestralidade
As fontes biográficas de Ge são variadas, mas quase tudo é baseado inteira ou parcialmente em seu Shenxian Zhuan. É quase impossível julgar a veracidade dos antecedentes familiares de Ge. Parece que seus antepassados eram de uma casa que adotou o nome da dinastia como nome de família. Um antepassado mais recente parece ter sido inspector regional de Jingzhou, durante a Dinastia Han, que resistiu à usurpação desta dinastia "pelo bandido" Wang Mang (33 d.C - 22 d.C), e foi exilado de Langya para a província de Shandong. Os filhos deste antepassado, Pu Lu e Wen, lutaram juntos para auxiliar o Imperador Guang Wudi (que reinou de 25 - 57) em restaurar a dinastia Han. Devido a seu status oficial no exército, Pu Lu recebeu recompensas e uma nomeação oficial elevada, enquanto que Wen seguiu seu irmão mais idoso na batalha como um soldado de confidências. Esta situação era inaceitável a Pu Lu que, de acordo com Ge, deu eventualmente suas propriedade e posição a seu irmão mais novo e se aposentou ao sul do rio Yangtzé, vivendo bem como um fazendeiro em Jurong, situado na província de Jiangsu, perto da atual Nanjing.
A família de Ge permaneceu no sul por gerações, e ocupou posições oficiais no reino de Wu (220 - 280), que governou a China do sudeste após a dissolução final da dinastia Han no século passado. De acordo com Ge, seu avô, Ge Xi, era um erudito que governava diversos condados nas províncias modernas de Jiangsu e de Zhejiang, incluindo o atual Hangzhou. Foi promovido eventualmente a mentor júnior do príncipe herdeiro de Wu, e ocupou-se dentro da administração central.
Ge descreve seu pai, Ge Ti (falecido em 295), de forma similar, como um cavalheiro e doutor com uma conduta modelo. Ge Ti teve várias posições civis e militares, e foi nomeado eventualmente como regulador da prefeitura de Kuaiji. Em torno da época desta nomeação, a dinastia Jin, que tinha subido ao poder já na China do norte e unificado-a em torno de 265, estava invadindo o reino de Wu sob o comando do famoso general, Du Yu (222-284).
A vitória da dinastia Jin mudou a riqueza da família de Ge. Isto porque a administração da dinastia Jin tentou diminuir o poder da pequena aristocracia do sul dando-lhes posições de pouca autoridade, Ge Ti perdeu inicialmente o prestígio e o poder nesta época. As habilidades administrativas de Ge Ti foram recompensadas eventualmente com uma promoção, e ele morreu em seu escritório, como o regulador de Shaoling na província de Hunan moderna, uma área de trabalho relativamente modesta.

### Primórdios
Ge nasceu em torno de 283 em Jurong (句容), apenas três anos após a conquista do reino de Wu pela dinastia Jin. Era o mais novo de três filhos, mas nenhuma informação existe a respeito de seus irmãos mais velhos. Na sua própria biografia, Ge assumi uma atitude séria como criança, declinando nas brincadeiras com outras crianças ou participando de atividades tais como a xadrez e etc. Era muito sério no estudo, e seus pais nunca o estimularam a levar a cabo seu treinamento académico que era esperado provavelmente de uma família influente da aristocracia. Ge tinha somente doze anos quando seu pai morreu em 295, um incidente que teria imposto dificuldades em sua família. Segundo Ge, tiveram que trabalhar na aradura e na plantação, sofrendo até mesmo de frio e de fome. A destruição da biblioteca de seu pai pelos soldados devido ao conflito civil agravou a situação de Ge e, em uma passagem de sua autobiografia, descreve como usou sua pequena renda ganhada de partir lenha para continuar sua instrução. Essa pobreza extrema que Ge tenta passar é considerada geralmente um exagero. Observa-se que uma família, com um registro tão longo e prestigioso de funções no governo, não declinaria tão rapidamente dessa forma.
É verídico que a morte de seu pai era uma dificuldade às aspirações públicas de Ge, porque pode ter significado a perda do contato de seu pai com amigos e aliados que pudessem tê-lo ajudado a encontrar uma posição oficial. Entretanto, a afirmação de Ge de que cortou lenha para comprar livros é uma hipérbole que poucos leitores críticos aceitam seriamente. Diversos eruditos modernos indicam corretamente que os fazendeiros poderiam ter recursos para vários luxos como a leitura. A possibilidade de que Ge conseguiu uma instrução tão vasta com trabalho manual é, no mínimo, remota. De qualquer maneira, não é difícil imaginar que, devido a morte do seu pai, a família de Ge se submeteu a um período de dificuldade financeira.
A escala impressionante de instrução de Ge ainda muito jovem, pode ser outra afirmação também exagerada, tal qual sua pobreza extrema. De acordo com a biografia de Ge Jin shu(escrita na dinastia Jin), foi durante o período em que Ge esteve muito adiantado em seus estudos que ele começou a ler textos como o ru jia, traduzido frequentemente como "confucionismo". Ge disse que começou a ler clássicos tais como o "Shi jing" com apenas quinze anos, sem sequer ter um tutor, e pode descrever os livros que estudou e seu significado essencial apenas usando a memória. Segundo Ge, sua leitura foi vasta, em torno de "dez mil capítulos".
Na realidade, seu ensino convencional começou provavelmente muito mais cedo, como em outra parte de sua autobiografia, Ge indica que tinha começado já a escrever poesia, rapsódias, e outras escritas com quatorze ou quinze anos (portanto em torno de 298). Os dizeres de Ge a respeito da pobreza e de seus estudos tardios demonstram que sua instrução seria produto de seus próprios talentos e determinação, do que do seu status social privilegiado. O fato de Ge dizer que começou sua instrução tão tarde com quinze anos pode ser na realidade, uma referência literária a própria indicação de Confúcio em Lunyu, que diz, "em quinze, eu ajusto meu coração na aprendizagem."
Nessa época, ou talvez um pouco antes (297), Ge ficaria sob a tutela de Zheng Yin (em chinês, 鄭隱), um erudito que realizou vários estudos esotéricos. De acordo com a descrição longa de Ge de seu professor, Zheng estava, já naquela época, com oitenta anos, mas ainda era notavelmente são. Seu mestre lhe ensinou os Cinco Clássicos, o Li Ji ("Livro dos Ritos") e o Shu, era um professor das artes esotéricas da longevidade, da astrologia, e era um ótimo músico. A instrução de Zheng Yin nas artes esotéricos enfatizava a criação do "elixir de ouro" ou jin dan, ao qual considerava o único meio verdadeiro de conseguir a longevidade. Zheng Yin influenciou nas escritas de Ge sobre alquimia, mas Ge o critica sobre determinados regimes, ervas, e outros métodos populares de longevidade.
O processo de aprender receitas alquímicas e de receber escrituras combinou rituais, a instrução oral, e a transmissão textual. Ge diz que seu mestre compartilhou com cuidado estes textos entre seus mais de cinquenta discípulos. Permitiu-lhe somente copiar alguns. Zheng Yin transmitiu a Ge textos tais como o Sanhuang Neiwen ("Escritas Esotéricos dos Três Soberanos"), que Zheng considerava estar entre as escrituras alquímicas mais importantes. Ge também recebeu três escrituras da "Grande Pureza" (太清, Taiqing) cujas origens remetem a China do Norte, juntamente com suas instruções esotéricos orais. No sul estes textos eram desconhecidos, e sua transmissão a Ge pode ser considerada um evento raro, ocorrido graças à relação pessoal de Zheng Yin com a família de Ge. Zheng Yin era aluno de Ge Xuan, que era por sua vez a pupila do ocultista Zuo Ci da dinastia Han, que mais tarde, fugiria com o colapso dessa dinastia.
As referências aos textos no Baopuzi levantam a possibilidade que Ge recebeu de Zheng Yin uma vasta instrução. A descrição de Ge como um de estudantes de Zheng Yin remete às práticas de uma escola confidencial, onde os estudantes faziam trabalhos, tal como varrer os assoalhos e cortar a lenha, além de estudar. A instrução tradicional confucionista não era normal naquela época.

### Começo da carreira oficial
Em torno de 302, Zheng Yin, devido a agitação política crescente, fugiu para a província moderna de Fujian para viver no exílio com alguns discípulos, Ge não o acompanhou, e relatou que a localização exata de Zheng Yin era desconhecida. No ano seguinte, quando Ge possuía vinte anos, sua carreira oficial começou no serviço militar, em uma época de rebelião e de guerra. Foi apontado para a posição de comandante, e requisitado para levar uma das centenas de milícias que lutaram contra Shi Bing, um aliado de Zhang Chang. Ge, sob o comando de Gu Mi, não é mencionado em documentos oficiais deste conflito, mas em sua autobiografia, ele se denomina com vastas habilidades em campo de batalha como comandante, porém tais feitos de bravura podem ser exagerados. Baseado em seu registro de serviço, é mais provável que Ge recebeu treinamento militar em sua juventude, e foi hábil na estratégia.
Depois que a força de Shi Bing foi destruída, o trabalho de Ge foi reconhecido e logo depois que foi para o capital da dinastia Jin (Luoyang) para procurar alguns "livros incomuns". Na realidade, a viagem de Ge pode ter sido inspirada pelo desejo mais mundano de conseguir mais honras militares e uma posição oficial na capital. Durante este tempo, a guerra consumiu a área em torno de Luoyang, um conflito civil que conduziu eventualmente a quase dezesseis anos de caos político, antes do colapso da dinastia Jin ocidental em 317. Ao sudeste de Luoyang, o rebelde Chen Min, ocupou uma grande área do território ao leste do rio de Yangzi, e declarou-se duque de Chu. Devido ao grau de agitação social, era intransitável o norte e Ge vagueou pelo sul.
Em torno de 306, Ge participou do serviço de Ji Han (262-306), um parente do famoso poeta Xi Kang. Ji Han lutava contra diversos grupos de rebeldes no sul, e tinha sido nomeado como inspector regional de Guangzhou. Ge viu Ji Han como um meio para ir para o sul, e escapar do caos político e social. Parece Ge que e Ji Han eram amigos, e possuíam aspirações mútuas em literatura. Como Ge, Ji Han era um oficial militar que apreciava a literatura e estudos esotéricos. Ge esteve com Ji Han brevemente, porque Ji Han foi morto quando se dirigia para assumir sua nova posição em Guangzhou. Ge, sem seu empregador, foi deixado no sul sem trabalho. Assim sua carreira oficial sofreu um inesperado colapso.

### Reclusão e escrita
Ge não quis retornar ao norte, recusando outras honras e permaneceu no sul, onde teve uma vida reclusa no Monte Luofu pelos próximos oito anos, antes de retornar a Jurong em torno de 314. Com essas decisões Ge evitou muita da agitação política que devastou a dinastia Jin. Foi provavelmente nessa época que Ge iniciou seu relacionamento com Bao Jing (鮑靚), (260 - 327). De acordo com as biografias de Bao Jing e de Ge, Bao era um especialista em uma grande variedade de estudos esotéricos, incluindo a medicina, Bao transmitiu suas técnicas e conhecimento a Ge. Inversamente, Bao Jing "avaliou muito Ge", casando-lhe com uma de suas filhas. Em torno de 312, Bao foi apontado como regulador da prefeitura de Nanhai, não muito longe do Monte Luofu. Algumas fontes sugerem que Bao Jing viajava frequentemente ao monte Luofu para estudar as artes esotéricas, e em algum momento encontrou Ge. Outros cronometram que eles começaram seu relacionamento enquanto Ge viveu nos Extremos Sul.

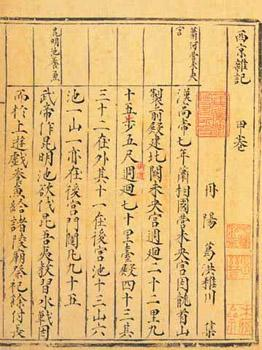
Biografia de Ge Hong

Este período de reclusão parece ter sido um momento da grande produtividade literária para Ge. As indicações autobiográficas dentro do Baopuzi parecem indicar que ao fim de sua estadia no monte Luofu, ou logo depois disso, Ge tinha escrito o Baopuzi como existe hoje, dividindo-o em "capítulos internos" e "exteriores" de vinte e cinquenta capítulos, respectivamente, e além disso tinha composto um trabalho chamado Shenxian Zhuan. Infelizmente outros de seus trabalhos se perderam.
Diversos eruditos modernos (notavelmente Chen Feilong) especularam que Ge revisou ou reescreveu estes vinte capítulos após sua aposentadoria em 331, e que os "capítulos internos" inicialmente poderiam ser completamente diferentes dos atuais. De acordo com Robert Campany, que reconstruiu o Shenxian Zhuan, este texto, como existe agora, possui, emendas, erros, e adições posteriores à época de Ge. Nenhumas das edições atuais, podem ser consideradas como sendo o Shenxian Zhuan, escrito por Ge. O estudo de Campany sugere que muitos problemas de autoria e de corrupção editorial no trabalho que sobreviveu de Ge precisam ser resolvidos.

### Carreira oficial posterior
Imediatamente depois de emergir da reclusão e retornar à sua casa de família em Jurong em torno de 314, Ge recebeu uma nomeação como caixeiro do príncipe de Langya, Sima Rui (276-322), que seria primeiro ministro de 313 até 316. A data exata da nomeação é obscura, mas ocorreu certamente depois que Ge retornou à Jurong, e esteve provavelmente logo no início da posse de Sima Rui como primeiro-ministro. Em 317, a dinastia Jin ocidental desmoronou devido a anos de conflito civil e a uma invasão dos povos não-chineses ao norte. Sima Rui moveu a corte de Jin para o sul, em Jiankang (perto do atual Nanjing), e tomou o título do "rei de Jin" como uma etapa preliminar para reivindicar o título de imperador.
A corte refugiada em Jiankang estava ansiosa para solidificar sua posição entre as famílias que pertenciam a pequena aristocracia do sul, de quem dependiam agora para sua sobrevivência, por isso, numerosos títulos oficiais foram concedidos. Ge foi reconhecido pelo seu serviço militar precedente ganhando o título honorário de "marquês". Finalmente, em 318, Sima Rui proclamou-se imperador Yuan (reinou de 318-323), transformando-se no primeiro imperador da dinastia Jin oriental (317-420).
Em torno de 318, Wang Dao (王導), (276-339), um ministro influente, Gan Bao (autor do Soushen Ji, "A Procura do Sobrenatural"), Wang Yin, e Guo Pu (276-324) escreveram o Jin Ji ("Registro de Jin"). Wang Dao, e os outros, exerceriam influência considerável sobre a carreira oficial de Ge. Em 324, Wang Dao foi nomeado inspector regional de Yangzhou. Logo depois disso, em 326, Ge foi chamado para preencher várias nomeações na administração de Wang Dao, tal como registrador de Yangzhou, secretário e ministro de instrução, além de borne militar do conselheiro administrativo.
A biografia oficial de Ge, e sua escrita autobiográfica, não menciona nenhum dever real executado nestas posições, o que sugere que as nomeações possam ter sido honorárias. É igualmente possível que Ge tenha omitido seus feitos. Assim, além do que seus serviços passados em nome da corte de Jin. Wang Dao soube de Ge pela sua reputação, e procurou trazê-lo para sua equipe de funcionários pessoais.
Durante sua posse dentro da administração de Wang Dao, Ge deu atenção ao historiador Gan Bao. Gan parece ter reconhecido o talento literário de Ge, e ter-lhe oferecido diversas posições na sua equipe de funcionários. Recomendou Ge para o escritório do registrador sênior, uma posição dentro do departamento dos escreventes (shi guan) que era responsável por compilar "o diário imperial", assim como o escritório do diretor editorial, que envolveria Ge na escrita da historiografia. Estas recomendações podem ter vindo aproximadamente em consequência de uma admiração mútua entre os dois eruditos.
De acordo com sua biografia oficial, Ge recusou as posições na equipe de funcionários de Gan Bao. Porém o tratado bibliográfico Sui shu (história da dinastia Sui) contém uma entrada para um trabalho intitulado, Hanshu chao (notas na história da dinastia Han), um texto que atualmente está perdido, mais que faz menções ao "registrador sênior Ge" também há uma referência em outro tratado de autoria de Xijing zazhi chamado Miscelânea do Capital Ocidental - uma coleção de anedotas históricas que data da dinastia Han - que foi atribuído por muito tempo a Ge, pois, parece que Ge possuía reputação para a escrita histórica, e que portanto, aceitou a nomeação na equipe de funcionários de Gan Bao.

### Aposentadoria e últimos anos

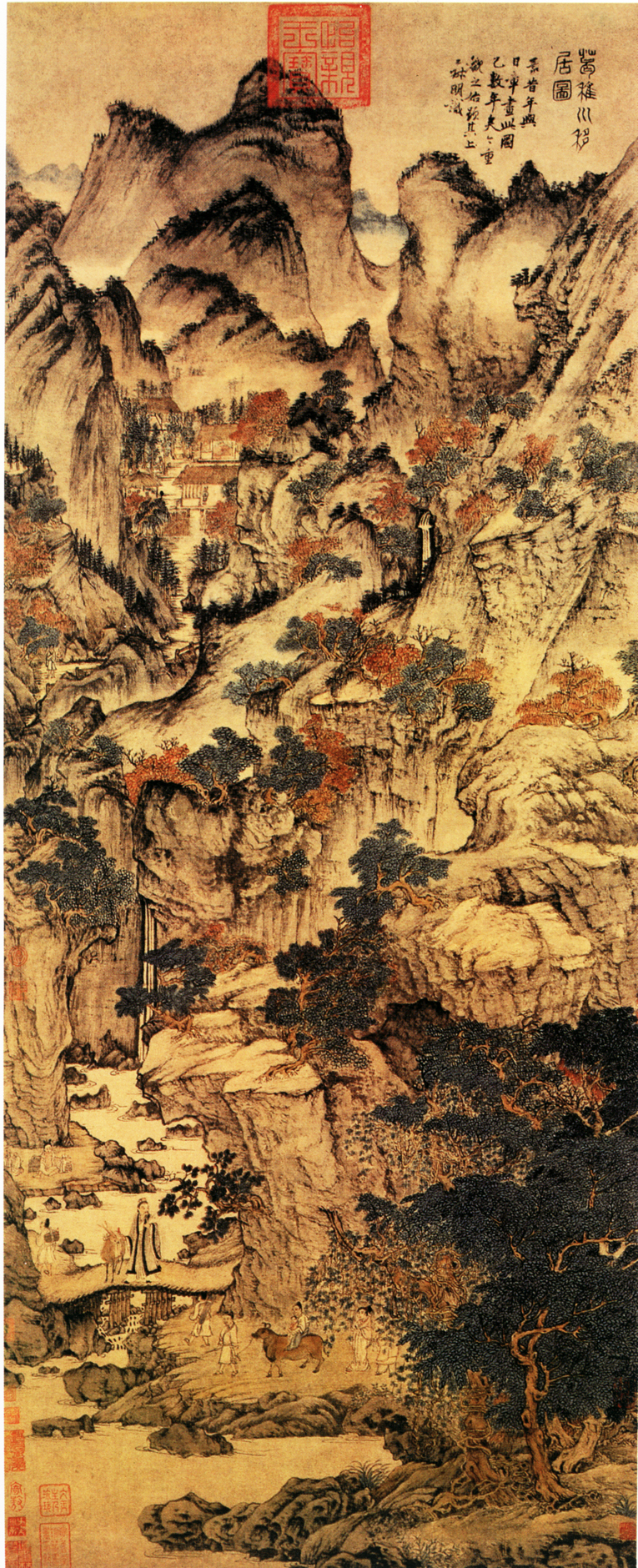
A migração de Ge Hong (葛稚川移居图), de Wang Meng. Cidade Proibida, Beijing.

Diversos eventos durante este período final de âmbito público de Ge podem ter contribuído a sua decisão eventual para ir novamente ao Extremo Sul, também pelo fato de que, nessa época, Ge sofreu com a morte de seu contemporâneo, Guo Wen. Embora a aposentadoria de Ge tenha tido a finalidade de alcançar a imortalidade e elixires retratados no Baopozi, esta também pode ter sido um recuo político, porém tanto os "capítulos internos" do Baopuzi quanto o Shenxian Zhuan, parece demonstrar que Ge era relativamente sincero neste desejo. De acordo com sua biografia oficial, em 331, com quarenta e nove anos pediu uma nomeação ao estado como o magistrado do distrito de Julou, situada no moderno Vietnã, uma área que tinha reputação de possuir as matérias-primas exigidas para elixires da imortalidade. O imperador recusou seu pedido inicial, mas aprovou quando Ge repetiu a petição. Sua biografia indica que Ge partiu para o sul com seus filhos e com o sobrinho.
Ge nunca alcançaria seu destino, em Guangzhou, um oficial militar chamado Deng Yue o deteria. O interesse de Deng em Ge é obscuro. Deng Yue pode ter resistido em permitir que um membro honrado da pequena aristocracia passasse além dos limites do estado de Jin, ou pode ter pensado que deter alguém com a reputação de Ge seria prestigioso. Deng Yue, um militar ambicioso, poderia também querer Ge a seus serviços, uma vez que este possuía experiência em matérias militares. Então Ge, que não pode ir ao sul, novamente se estabeleceu no monte Luofu.
A residência de Ge no monte Luofu marcaria o fim de sua carreira pública. Todas as fontes indicam que devotou seus anos restantes aos estudos, à escrita, e a criação de elixires da imortalidade. Deng Yue emitiu um memorando pedindo que Ge ocupasse um cargo importante perto de Nanhai, mas Ge recusou a nomeação. Deng deu o cargo ao filho do irmão mais velho de Ge, Ge Wang. Ge nunca teve outra vez uma posição oficial.
A natureza da atividade literária de Ge durante este período é desconhecida. Se ele se devotou estritamente aos estudos esotéricos (nei xue), se editou o Baopuzi ou qualquer outro de seus trabalhos mais adiantados, ou mesmo se continuou a escrever poesia, trata-se inteiramente especulação. É razoável supor que Ge continuou a ser um autor prolífico, mesmo na aposentadoria. O Tianwen Zhi ("Tratado na Astronomia") relata que em torno do ano 342, Yu Xi de Kuaiji foi o autor de um trabalho chamado Antian Lun ("Discussão na Conformação com o Céu"), que parece que Ge criticou. Nenhuma outra informação está disponível sobre o argumento de Ge sobre este trabalho, mas isso sugere que ele não estava vivendo em um vácuo intelectual, apesar de sua aposentadoria da vida oficial.
Em 343, Ge morreu no Monte Luofu. Antes disso, supostamente Ge emitiu uma carta a Deng Yue, sugerindo que viesse vê-lo. Deng apressou-se para ver Ge em sua casa, mas encontrou-o já morto. Estranhamente, o corpo de Ge estava claro, como se estivesse vivo, e todos os seus contemporâneos supõem que Ge finalmente conseguiu a transcendência com a técnica do shi jie, que é traduzido às vezes como "a libertação do cadáver". Sua biografia além disso diz que Ge faleceu com oitenta anos, um número importante na numerologia do taoismo, porém, entre os eruditos modernos, esta afirmação é considerada falsa, sendo mais provável que Ge faleceu com sessenta anos.
Ge possuía um legado como oficial competente e teve coragem de servir em escritórios durante épocas incertas. Durante a dinastia Yuan (1271-1368), o erudito Zhao Daoyi louvou Ge. Zhao admirava Ge por ter continuado a ocupar posições oficiais durante um período em que os eruditos "se afastaram ou se esconderam, e não retornaram".
Mais recentemente, a riqueza do trabalho de Ge inspirou muitos meios diferentes de pesquisas acadêmicas e de interesse popular. Foram editados as escritas de Ge, em chinês e em inglês, no foco em suas escritas esotéricos, tais como "os capítulos internos" do Baopozi e o Shenxian Zhuan. Sua posição na história do taoismo, foi sujeita a um estudo acadêmico minucioso. Estudos recentes sobre a história do taoismo enfatizaram a importância de Ge na história da ciência, baseada em suas descrições detalhadas dos processos alquímicos, que são estudados frequentemente na química moderna. Esta visão é baseada em maior parte no trabalho de Joseph Needham, T.L. Davis, e outros eruditos ocidentais. Embora o significado da escrita alquímica e religiosa de Ge pareça desobstruída, poucos esforços foram investidos em seus "capítulos externos", apesar de sua extensão e complexidade consideráveis, o trabalho mais sério "nos capítulos externos" é uma tradução incompleta de Jay Sailey, além de outros estudos menos significativos.

## Visão na literatura
No Baopuzi, Ge demonstra uma elevada visão da literatura e considera a escrita como um ato social e de significado político, como se fosse uma virtude, "o relacionamento entre escritas e ações virtuosas é como os casos onde há dois nomes diferentes para uma mesma coisa". Este sentimento reflete uma tendência, começada durante a dinastia Han posterior, que viu a literatura como uma ferramenta cada vez mais significativa com a qual um indivíduo poderia estabelecer um legado de resistência.

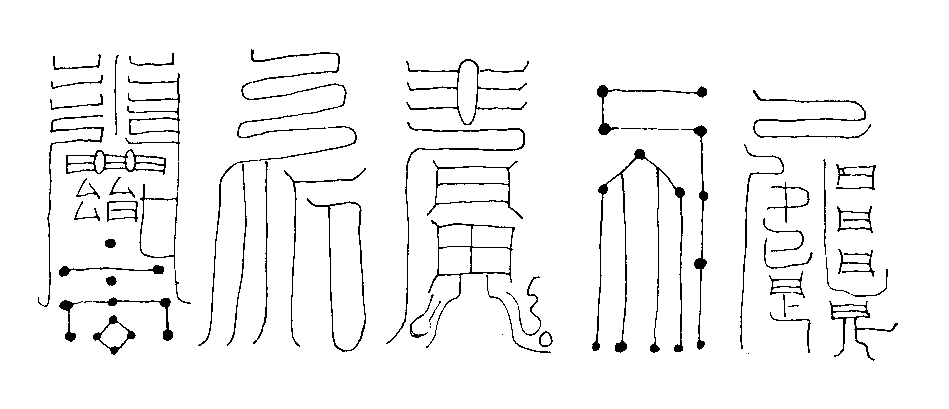
Diagramas do Baopuzi

Ge também tinha uma posição muito elevada sobre a literatura de sua era, ao contrário dos eruditos clássicos do período posterior da dinastia Han, que reverenciavam os escritores da antiguidade de uma forma quase fanática, Ge considerou os trabalhos de seus contemporâneos (e os seus próprios) como iguais, se não maiores do que, os escritores do passado: "Simplesmente porque um livro não vem dos sábios, nós não devemos negligenciar palavras dentro dele que nos ajudam a ensinar o tao". Ge acredita que a proliferação da escrita em seu próprio tempo tinha conduzido a muitos trabalhos de menor qualidade; em particular, criticava a prosa decorativa.

## Conteúdo do Baopozi

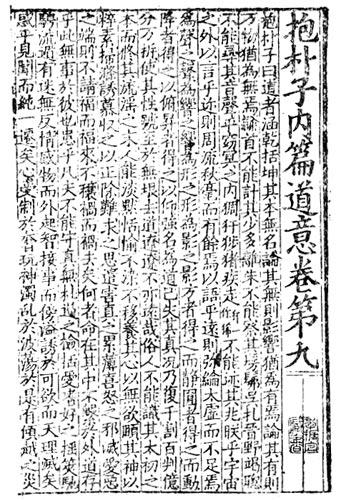
Fragmento do Neipian, "capítulos internos" do Baopozi.

O Baopuzi constitui a tentativa de Ge de estabelecer uma única escola (yi jia) de pensamento. Por muito tempo, "os capítulos internos e externos" do Baopozi circularam independentemente. Os dois volumes diferem no estilo, assim como na índice.
O Baopozi, visto como como um único trabalho de filosofia, reflete o desejo de Ge de compreender o tao e o ru, ou o taoismo e o confucionismo. Entretanto, embora Ge considerasse o tao superior às réguas confucionistas, Ge analisou cada um individualmente. De acordo com seus estudos em fontes da dinastia Qin e Han, quando os imperadores seguiram o tao, a sociedade prosseguiu bem, e o mundo natural prosseguiu sem calamidades. Porém, quando o tao declinou, as prescrições éticas do ru ergueram-se para remediar a sociedade e os desastres naturais.
Em um nível individual, Ge considerou as virtudes confucionistas como a base para atingir a imortalidade. Segundo Ge, os estudiosos da longevidade devem primeiramente ratificar e trazer a ordem a seu própria espírito antes de conseguir ambições mais elevadas. Ele parece ter se esforçado para personificar este ideal, associando simultaneamente seu cargo e suas responsabilidades políticas, à criação dos elixires da imortalidade.

## Homenagens
Existe um templo dedicado à Ge no norte dos montes do lago ocidental (Xihu) em Hangzhou, província de Zhejiang. Segundo os monges e as freiras que vivem no templo, foi neste local que Ge escreveu a Baopuzi e descobriu a fórmula do elixir da imortalidade. No sul, perto de Ningbo, existe uma parada turística que reivindica ser o local da transcendência de Ge. Estas reivindicações contraditórias, junto com as variadas fontes históricas, refletem a complexidade do legado de Ge como uma figura de importância religiosa, histórica, e literária.